# Baume Bonne
Pour les articles homonymes, voir Baume.
La baume Bonne est un site archéologique en grotte et sous abri qui surplombe le Verdon, sur la commune de Quinson dans les Alpes-de-Haute-Provence, en France. Elle témoigne d'une présence humaine dans les gorges du Verdon depuis 400 000 ans. Elle est inscrite au titre des Monuments historiques depuis le 7 avril 1992.

## Toponymie
Le nom du site « Baume Bonne » indique l'existence d'une grotte. En effet, baume a le sens de grotte. Il s'agit du nom ancien de la cavité préhistorique qui s'est fixé dans la toponymie pour s'appeler aujourd'hui grotte de la Baume-Bonne.

## Un abri permanent
Les traces du plus ancien passage de l’homme dans les gorges du Verdon remontent à 400 000 ou 500 000 ans et ont été conservées dans la baume Bonne. Les premiers occupants de la grotte ignorent l’usage du feu, mais ont néanmoins aménagé leur habitat en empierrant l’abri. L’Homo erectus européen y a laissé une grande quantité de bifaces, de 300 000 à 350 000 ans le feu apparaît à la baume Bonne.
La présence de l’Homme de Néandertal est attestée à la baume Bonne et dans les grottes de Sainte-Maxime par des outils et des techniques caractéristiques comme le débitage Levallois.
Au Paléolithique supérieur, la baume Bonne est à nouveau occupée, mais on n'y trouve pas les grandes espèces chassées dans les plaines d’Europe (mammouths, rennes) durant la dernière glaciation. Dans le Verdon et en Provence en général, on trouve plutôt des chevaux, des bouquetins et des grands bovidés (aurochs, bisons). Le bison gravé de Ségriès (Moustiers-Sainte-Marie) représente le premier indice d’art pariétal en Provence que l’on a cru, un temps, dépourvue d’art rupestre.

## Historique des recherches

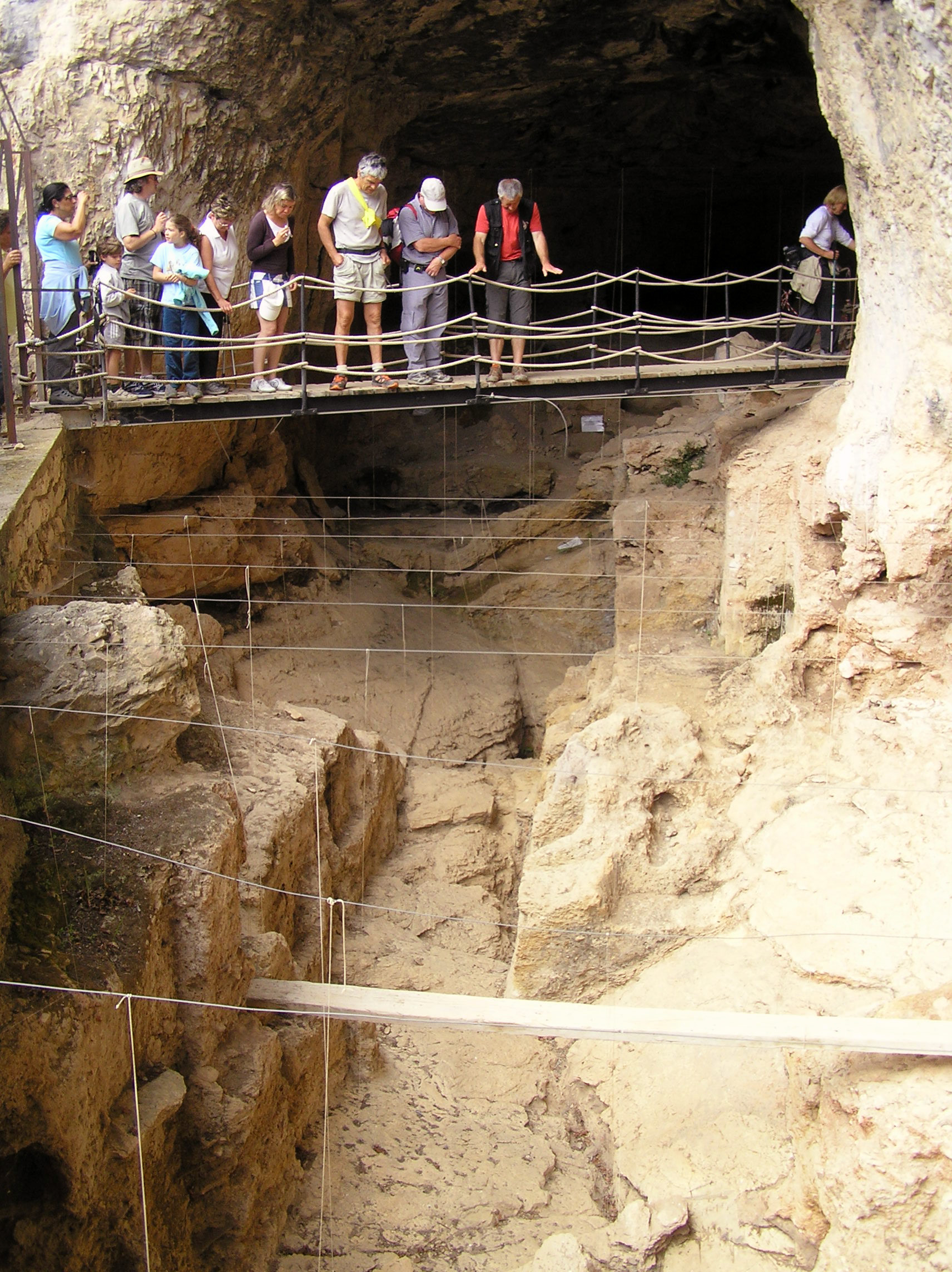
Secteurs fouillés à l'entrée de la baume Bonne.

Les indices d’une occupation humaine préhistorique dans le Verdon ont été révélés pour la première fois à la communauté scientifique par Bernard Bottet en 1946. Bernard Bottet a été sensibilisé à la Préhistoire par son cousin Henri Breuil (1877-1961), préhistorien connu notamment pour ses travaux sur l'art paléolithique.
Le gisement correspondant à la partie abri du site a été fouillé sous la direction de Henry de Lumley jusqu'en 1968. Les recherches ont repris en 1988 sous la direction de Claire Gaillard puis de Jean Gagnepain.

## Séquence stratigraphique
Le site a livré une séquence stratigraphique subdivisée en sept ensembles, comprenant des niveaux du Paléolithique moyen ancien, du Moustérien, du Paléolithique supérieur et du Néolithique (Cardial).

## Visites
La visite de la grotte de la Baume-Bonne est réalisée par le service éducatif du Musée de Préhistoire des gorges du Verdon.